# The Sound of San Francisco
The Sound of San Francisco (o San Francisco Dreamin') è un singolo del gruppo dance/house austriaco Global Deejays, pubblicato nel 2004.

## Il brano
Il brano è un remix della canzone di Scott McKenzie San Francisco (Be Sure to Wear Flowers in Your Hair) e di California Dreamin' dei Mamas 'n' Papas.

## Il video
Il videoclip della canzone mostra uno scuolabus che va in giro per le città elencate all'inizio di ogni strofa.

## Classifiche
| classifica                                    | Posizione migliore |
| --------------------------------------------- | ------------------ |
| Ö3 Austria Top 40                             | 4                  |
| Ultratop                                      | 38                 |
| Billboard Canadian Singles Chart              | 3                  |
| Dutch Top 40                                  | 31                 |
| Syndicat national de l'édition phonographique | 18                 |
| Media Control Charts                          | 12                 |
| Swiss Singles Chart                           | 29                 |
| Hot Dance Club Play                           | 5                  |
| European Hot 100                              | 94                 |